# Ksar El Kedim
Ksar El Kedim, Ksar des Zénètes ou Ksar Khalifa Zenati est un ksar de Tunisie situé dans le gouvernorat de Tataouine.

## Localisation
Le ksar est situé sur une colline et peu visible de loin. De forme rectangulaire (55 mètres sur 50), André Louis le qualifie d'« énorme carré de défense ».

## Histoire
Le site est l'un des plus anciens de la région puisqu'il est fondé par les Berbères zénètes à la fin du XIIe siècle comme l'attestent diverses inscriptions.
Le 10 janvier 2020, le gouvernement tunisien propose le site pour un futur classement sur la liste du patrimoine mondial de l'Unesco. Le 21 janvier 2021, un arrêté en fait un monument classé.

## Aménagement
André Louis souligne les différences de Ksar El Kedim par rapport aux autres ksour de Tunisie : son uniformité, des ghorfas moins profondes et plus hautes et une porte massive dépassant cinq mètres de haut, le tout suggérant une construction planifiée et un usage initial comme lieu d'habitation et de défense.
Le ksar compte environ 100 ghorfas contre 200 à son apogée, le deuxième étage ayant pratiquement disparu. Une seule entrée en chicane confirme le caractère défensif du lieu et évoque même un ribat almohade.
L'ensemble est restauré à partir de 1993, avec notamment une reconstruction de la porte en bois et une préservation des inscriptions et ornements dans les ghorfas.